# 夕暮れから…ひとり
『夕暮れから…ひとり』（ゆうぐれから…ひとり）は、岩崎宏美の11作目のオリジナル・アルバム。1982年7月5日発売。発売元はビクター音楽産業。規格品番はSJX-30155。

## 概要
シングル「檸檬」と、この年のオリコン年間シングルチャートで3位にランキングされた「聖母たちのララバイ」をTVバージョンで収録。初版の発売以来、長きに亘りCD化はされていなかったが、2007年4月25日に初めてCD-DA化された。オリジナルの収録曲のほか、ボーナストラック5曲が追加収録され、紙ジャケット仕様での復刻となった。
ジャケット写真に横顔のショットが使われているが、この撮影直前のコンサートで目に紙テープが直撃した影響で充血していたため、それが目立たないように配慮したことによる。
2013年現在、このアルバムが岩崎のオリジナル・アルバムとしては最大のヒットである。
2007年にCD化された際には、アルバム未収録であった26thシングル「れんげ草の恋」（1981.10.21）とそのB面曲「悲しみのほとり」、27thシングル「檸檬」のB面曲「影絵」、既にTVバージョンとして収録されている「聖母たちのララバイ」のシングルバージョンを追加したほか、そのB面曲の「赤い糸」（1982.5.21）がボーナス・トラックとして収録された。

## 収録曲

### LP / CT
| #  | タイトル           | 作詞       | 作曲           | 編曲     | 時間 |
| -- | ------------------ | ---------- | -------------- | -------- | ---- |
| 1. | 「檸檬」           | 松本隆     | 鈴木キサブロー | 萩田光雄 | 3:12 |
| 2. | 「飛ばして、TAXI」 | 康珍化     | 亀井登志夫     | 大村雅朗 | 4:08 |
| 3. | 「恋は戦争」       | 康珍化     | 亀井登志夫     | 大村雅朗 | 4:00 |
| 4. | 「夜明けのない朝」 | 伊藤薫     | 伊藤薫         | 清水信之 | 3:44 |
| 5. | 「Single man」     | 大津あきら | 鈴木キサブロー | 大村憲司 | 4:50 |

| #  | タイトル                             | 作詞       | 作曲                 | 編曲     | 時間 |
| -- | ------------------------------------ | ---------- | -------------------- | -------- | ---- |
| 1. | 「China reef」                       | 伊藤薫     | 伊藤薫               | 清水信之 | 3:26 |
| 2. | 「エトランゼ」                       | 有川正沙子 | 林哲司               | 林哲司   | 4:34 |
| 3. | 「52階のオフ・ステージ」             | 大津あきら | 鈴木キサブロー       | 大村雅朗 | 4:31 |
| 4. | 「ハートブレイク・トワイライト」     | 大津あきら | 鈴木キサブロー       | 大村憲司 | 4:12 |
| 5. | 「聖母たちのララバイ」(TVバージョン) | 山川啓介   | 木森敏之、John Scott | 木森敏之 | 4:18 |

### CD
| #   | タイトル                             | 作詞       | 作曲                 | 編曲     | 時間 |
| --- | ------------------------------------ | ---------- | -------------------- | -------- | ---- |
| 1.  | 「檸檬」                             | 松本隆     | 鈴木キサブロー       | 萩田光雄 | 3:12 |
| 2.  | 「飛ばして、TAXI」                   | 康珍化     | 亀井登志夫           | 大村雅朗 | 4:08 |
| 3.  | 「恋は戦争」                         | 康珍化     | 亀井登志夫           | 大村雅朗 | 4:00 |
| 4.  | 「夜明けのない朝」                   | 伊藤薫     | 伊藤薫               | 清水信之 | 3:44 |
| 5.  | 「Single man」                       | 大津あきら | 鈴木キサブロー       | 大村憲司 | 4:50 |
| 6.  | 「China reef」                       | 伊藤薫     | 伊藤薫               | 清水信之 | 3:26 |
| 7.  | 「エトランゼ」                       | 有川正沙子 | 林哲司               | 林哲司   | 4:34 |
| 8.  | 「52階のオフ・ステージ」             | 大津あきら | 鈴木キサブロー       | 大村雅朗 | 4:31 |
| 9.  | 「ハートブレイク・トワイライト」     | 大津あきら | 鈴木キサブロー       | 大村憲司 | 4:12 |
| 10. | 「聖母たちのララバイ」(TVバージョン) | 山川啓介   | 木森敏之、John Scott | 木森敏之 | 4:18 |

| #   | タイトル               | 作詞     | 作曲                 | 編曲     | 時間 |
| --- | ---------------------- | -------- | -------------------- | -------- | ---- |
| 11. | 「れんげ草の恋」       | 竜真知子 | 水谷公生             | 萩田光雄 | 4:03 |
| 12. | 「悲しみのほとり」     | 喜多条忠 | 坂田晃一             | 萩田光雄 | 3:57 |
| 13. | 「影絵」               | 松本隆   | 鈴木キサブロー       | 萩田光雄 | 3:49 |
| 14. | 「聖母たちのララバイ」 | 山川啓介 | 木森敏之、John Scott | 木森敏之 | 4:19 |
| 15. | 「赤い糸」             | 山﨑光   | あすなろ             | 萩田光雄 | 4:47 |

### ボーナス・トラック 備考
1. れんげ草の恋
  - 26thシングル表題曲。
2. 悲しみのほとり
  - 「れんげ草の恋」のB面曲。
3. 影絵
  - 「檸檬」のB面曲。
4. 聖母たちのララバイ
  - シングルバージョン。
5. 赤い糸
  - 「聖母たちのララバイ」のB面曲。

## 参考資料
- 岩崎宏美『夕暮れから…ひとり (+5)』（紙ジャケットCD・ライナーノーツの記載より）ビクターエンタテインメント、2019年1月9日。NCS-10216。